# Luojiashan
Luojiashan är en kulle i Kina. Den ligger i den centrala delen av landet, 1 100 km söder om huvudstaden Peking. Toppen på Luojiashan är 111 meter över havet, eller 76 meter över den omgivande terrängen. Bredden vid basen är 1,9 km. Luojiashan ligger vid sjön East Lake.
Terrängen runt Luojiashan är huvudsakligen platt. Runt Luojiashan är det mycket tätbefolkat, med 1 095 invånare per kvadratkilometer. Närmaste större samhälle är Wuhan, 10,6 km nordväst om Luojiashan. Runt Luojiashan är det i huvudsak tätbebyggt.